# Белоц (Долж)
Белоц (рум. Beloț) насеље је у Румунији у округу Долж у општини Сопот. Oпштина се налази на надморској висини од 110 m.

## Становништво
Према подацима из 2002. године у насељу је живело 325 становника, од којих су сви румунске националности.